# Nordenskjöld Outcrops
Die Nordenskjöld Outcrops sind Felsvorsprünge an der Nordenskjöld-Küste des Grahamlands auf der Antarktischen Halbinsel. An der Westseite der Longing-Halbinsel erstrecken sie sich aus der Umgebung des Longing Gap über eine Länge von 3 km in südlicher Richtung.
Der British Antarctic Survey führte zwischen 1987 und 1988 geologische Untersuchungen in diesem Gebiet durch. Das UK Antarctic Place-Names Committee benannte sie 1991 nach dem schwedischen Polarforscher Otto Nordenskjöld (1869–1928), der die Schwedische Antarktisexpedition (1901–1903) zur Erforschung der Ostküste der Antarktischen Halbinsel geleitet hatte.